# Ansel Adams Wilderness
Ansel Adams Wilderness est une zone restée à l'état sauvage qui s'étend le long de la crête du Sierra Nevada, en Californie, (États-Unis).
Cette aire protégée est créée en 1964 et établie par le Wilderness Act sous le nom de Minarets Wilderness. Elle s'étend sur la forêt nationale d'Inyo et la forêt nationale de Sierra.
En 1984, la zone est agrandie et se nomme désormais Ansel Adams Wilderness, en hommage au photographe Ansel Adams pour ses travaux sur la région de la Sierra Nevada (Sierra Nevada (1948)).
Sa surface est de 934 km2. Elle joint au nord-est le Parc national de Yosemite et au sud le John Muir Wilderness.

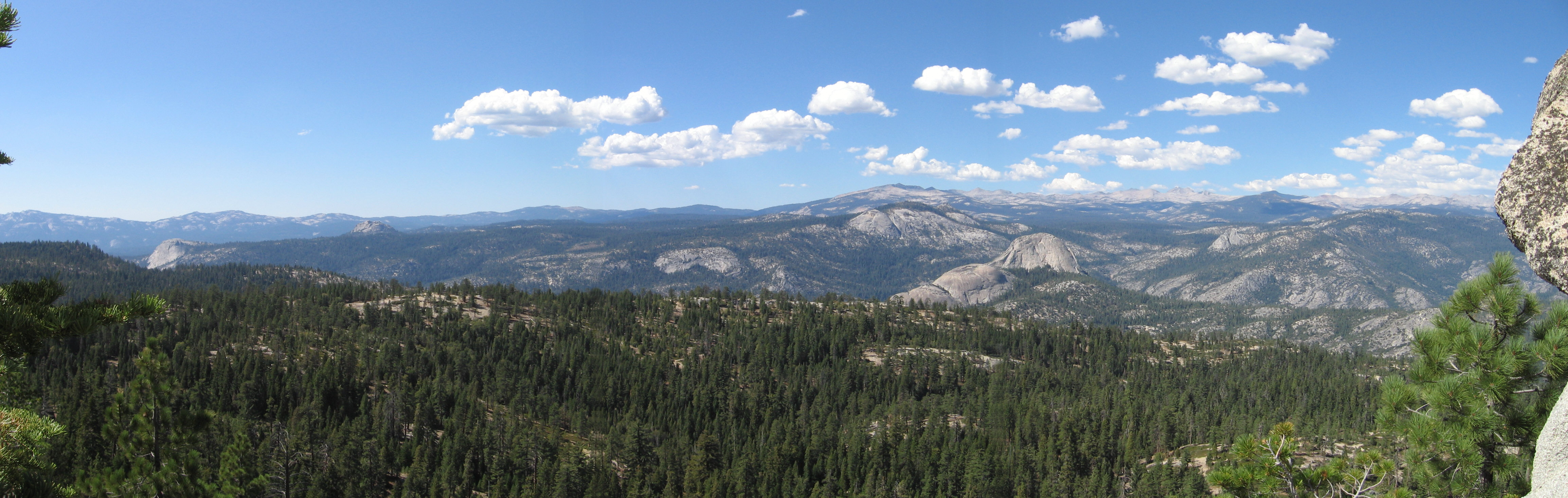
Vue de la nature sauvage d'Ansel Adams depuis la forêt nationale de Sierra.

## Lieux d'intérêt
- Sierra Crest
- Ritter Range :
  - Mont Ritter
  - Banner Peak
  - Minarets
- Vallée de San Joaquin
- Devils Postpile National Monument
- 560 km de sentiers de randonnée, dont :
  - John Muir Trail
  - Pacific Crest Trail
  - Sierra High Route